# جائزة بريطانيا الكبرى للدراجات النارية 2006
جائزة بريطانيا الكبرى للدراجات النارية 2006 هو سباق دراجات نارية أقيم بتاريخ 2 يوليو 2006 في دونينجتون بارك. كان الجولة التاسعة من أصل 17 في سباق الجائزة الكبرى للدراجات النارية موسم 2006. فاز الإسباني داني بيدروسا بفئة الموتو جي بي بينما جاء الإيطالي فالنتينو روسي في المركز الثاني وحصل على المركز الثالث الإيطالي ماركو ميلاندري.

## وصلات خارجية
- الموقع الرسمي